# 加藤沙耶香
加藤 沙耶香（かとう さやか、1985年〈昭和60年〉8月9日 - ）は、日本の女性タレント、女優、ライバー。愛知県一宮市出身。フリーランス。
元「アイドリング!!!」の創設メンバー筆頭（1号）。

## 略歴
愛知県立一宮商業高等学校卒業。芸能事務所フィット（フィットワン）よりスカウトされ、2004年から芸能活動を始める。
2006年3月22日、アイドルユニット「桜（もも）mint's」としてCDデビュー。同10月、出演レギュラー番組『アイドリング!!!』から女性アイドルグループ「アイドリング!!!」が発足。創設メンバー1号として参加し、2009年3月まで在籍した。
その後は、バラエティから女優までマルチタレントとして活動。
2015年7月1日、4歳年下の一般男性と5月下旬に結婚していたことが明らかになる。結婚前夜にアイドリング!!!一期生が集った模様が7月18日の『アイドリング!!!』で「卒業生特別企画　祝元アイドリング!!!1号加藤沙耶香入籍 さや姉独身最後の夜にお祝いング!!!」として放送された。
アイドル卒業後も、時折同期メンバーを番組に招聘したり客演するなど親睦を深めている。2017年12月には、同年内で引退する同期・遠藤舞と最後の共演をしている。2018年にはアイドリング!!!のOGが多数集結した番組『アイドルING!!!』に参加して存在感を発揮し、アイドルの祭典『TOKYO IDOL FESTIVAL』(2018年）にも初めて出演。そしてグループ公式では終焉となる同窓会企画『バカリズム特番』(2020年）に参加し、最後まで携わった。
2018年12月7日に第1子妊娠を報告し、2019年3月22日に男子を出産。2021年3月に第2子妊娠を報告し、同6月に女子を出産。
2024年3月、デビュー以来20年間所属した芸能事務所フィットが破産により消滅。以降暫くはフリーランスで活動する。

## 人物
趣味はソフトテニス、スノーボード、競馬、スポーツ観戦。羊毛フエルト制作などの細かい作業。特技はデコメール作成。好きな格言は「人生はかけ算だ。どんなにチャンスがあっても、君が「ゼロ」なら意味がない」（326の自作詩「人生はかけ算だ」より）。
目標とする女性有名人は、上戸彩・菅野美穂・眞鍋かをりなど。プロテニスプレイヤー・錦織圭の大ファン。
ウサギ（名前｢らむね｣）を飼っている。しかしその後、自身がウサギ・アレルギーであった事が判明してショックを受けた。
家族構成は父・母・兄。兄には男女の子供がいる。帰郷した際、その甥っ子を特に溺愛し「私の彼氏」とも述べている。
キス魔の傾向があり、特に若い女性アイドルに対しスキンシップのひとつとして愛情を表現している。

### エピソード
タレントの水野裕子は高校の先輩。2007年8月5日放送の『クロノス』で初共演を果たし、同年10月17日放送の『クイズ!ヘキサゴンII』で2度目の共演を果たした。
高校時代はマクドナルドでアルバイトを経験、店でのベストスマイル賞を獲得し、全国のマクドナルド店員が競うベストスマイルコンクールに出場したが一回戦で敗退する。
Jリーグの名古屋グランパスのファンクラブに入会していた。

### アイドリング!!!関連
- 1期生 / 1号

イメージフラワーは「さくら」、イメージカラーは赤。グループには設立当初から2年半在籍し、シングル5枚・アルバム1枚参加などの実績を残している。レギュラー番組『アイドリング!!!』にも同期間約500回出演した。
歴代メンバーの内、小泉瑠美・遠藤舞・江渡万里彩・滝口ミラ・外岡えりか・谷澤恵里香・フォンチー・横山ルリカと同期であった。
歴代の最年長（※38号・酒井芳子は例外）であり番号も筆頭（1号）で、当初リーダー制度が無かったグループ内において、事実上のフロントマンを担っていた。そのため活動実績は2年半と短いものの、メンバーやファンからはグループ全体の長女として認識されている。2015年春、グループ本体の活動終了情報が錯綜していた当時、動揺するファンに向けて冷静かつ毅然な態度を示していた。
- 愛称 / キャラクター

番組進行上はツッコミ・裏回しの役割を担い、メンバーからは「さやねえ」と呼ばれ慕われていた。前に出るタイプでリアクションもこなせるため、メンバーの個性がまだ発揮されていなかった番組初期において、滝口ミラと共に体を張っていた。また、当時唯一の20代であった事から、番組MCバカリズムやメンバーから"おばさん"扱いされるキャラや、逆に年齢を利用して他メンバーに圧力をかける姐御キャラが定着していた。
- 秘話

若年メンバーの精神的な支えでありリーダー的存在であったが、遠藤や外岡によれば実像は泣き虫で末っ子の甘えん坊だと明かしている。その背景もあって年下の彼女らは「さやねえ」から「さやちゃん」へと呼び方を変えていった。

#### アイドリング!!!卒業
2009年2月、レギュラー出演していた『アイドリング!!!』から公式発表され、翌3月のライブ公演『アイドリング!!! 卒業ライブ 〜新たなる旅立ちング!!!〜』を最後にグループを卒業した。リーダーに遠藤を指名して後任を託し、皆に別れを告げた。
- 卒業後

卒業後も、度々グループのライブ会場に足を運んで姿を見せている。2013年1月には、アイドリング!!!の1期生同窓会企画に参加。自身の結婚する報告の最初を、同番組（2015年5月収録）で行うなどの協力をした。2018年には、アイドリング!!!のOGが多数集結した番組『アイドルING!!!〜ネクスト育成ング!!!』にレギュラーとして参加し、後進の育成にも協力している。

## 作品

### 映像
イメージビデオ
- SMILE PUNCH! (2004年、Girls'Record)
- はなまる (2005年、フォーサイド・ドット・コム)
- SayaLand☆ (2005年、i-cf)
- Naked Clips (2006年、マーレ)
- With you加藤沙耶香 (2007年、ペイ・パー・ビュー・ジャパン)
- LOVE 38 PEACE!!! (2008年、ラインコミュニケーションズ)[17]
- Fan 38 Half!!! (2009年、イーネット・フロンティア)[18]
- 密着かとさや。グアム旅行記 (2010年12月17日、リバプール (企業)、監督:相澤幸一)[19]

バラエティ
- PigooRadio 加藤沙耶香・田井中茉莉亜〜伊豆・熱川温泉キズナ編 (2011年9月15日、つくばテレビ) - amazon限定[20]

## 出演

### テレビ
- 水着少女（2005年、テレビ東京）
- やりすぎコージー・土曜婦人（2005年 - 2007年、テレビ東京）やりすぎガールとしてレギュラー出演
- 情報発信塾 アイドル☆レボリューション（2005年 - 2006年、テレビ神奈川）
- 〜明日も絶対〜パチるん?（2006年、テレビ埼玉）
- アイドリング!!!（2006年 - 2009年、フジテレビ721・739・CSHD）
- アイドリング!!!日記（2007年 - 2009年、フジテレビ、フジテレビ721・739）
- クロノス（2007年7月22日「護衛中」、8月5日「逃走中80分SP」、フジテレビ）
- お笑いチャンピオンボウリング（2007年9月23日、フジテレビ）　細川茂樹・東原亜希と同じチームで登場
- カルチャーSHOwQ〜21世紀テレビ検定〜（2007年10月8日、テレビ神奈川ほか東名阪ネット6各局）第27回ゲスト
- クイズ!ヘキサゴンII（2007年10月17日、フジテレビ）
- 爆笑レッドカーペット （2008年5月7日、7月16日、フジテレビ）
- 人志松本のすべらない話ザ・ゴールデン （2008年6月21日・12月27日、フジテレビ）観覧ゲスト
- マツケン・今ちゃん・オセロのGO!GO!サタ（2008年9月27日、フジテレビ）ゲスト
- 仮想生活実験ドキュメント「もしも」（2008年10月17日、10月24日、11月7日、11月14日、11月21日、11月28日、12月5日、フジテレビ）

(「部屋の家電がxx年前にタイムスリップしたら」で被験者となり自宅室内や所有している家電が昔の物に変わった状態での生活を公開。11月7日放送分は遠藤舞と江渡万里彩、11月21日の放送分は江渡万里彩とフォンチーが登場)
- 地球調査船アメディゾン（2008年11月19日、テレビ東京） ゲスト
- 新春ピンクカーペット（2009年1月1日（放送上は2008年12月31日）、フジテレビ）
- コスコスプレプレ (2009年4月26日 - 2010年2月、フジテレビTWO) - アシスタントMC[21]
  - フェスタTDC 〜イベント開催スペシャル〜 (2010年8月29日)
  - 〜2011夏 大撮影会SP〜 (2011年8月21日)
  - フェスタTDC 〜2011冬〜 (2011年12月3日)
  - コスコスング!!!プレプレング!!! (2012年2月25日、BSスカパー!)
  - ONE PIECEスペシャル 2013 / 2014 (2013年9月22日 / 2014年8月29日、フジテレビONE)
  - 10周年 大同窓会SP (2018年3月31日、フジテレビONE)
- 麻雀脳〜バレンタインスペシャル〜　アイドリング!!!1号 加藤沙耶香編（2009年2月14日、フジテレビ721・CSHD）
- アイドルの星（2009年2月16日、エンタ!371）
- ウチいく（2009年2月19日、エンタ!371）
- アイドル事務所対抗春の祭典SP'09（2009年2月21日（前半）・2009年3月1日（後半）、エンタ!371） MC
- アイ☆スタ!（2009年9月17日、エンタ!371）
- ゴッドタン（2009年9月23日、テレビ東京）
- 今夜もドル箱（2010年4月6日、テレビ東京）　ゲスト
- 欽ちゃんのワースト脱出大作戦2010春・夏・2011冬（2010年5月7日・8月20日・2011年1月7日、NHK総合）
- マルさまぁ〜ず（2010年7月21日、TBS）ゲスト
- よゐこ部（2010年8月17日、毎日放送）
- ちゃん動画 乙（2010年8月29日、朝日放送）
- 女神降臨 #8（2011年1月9日、MONDO TV）
- PigooRadio〜加藤沙耶香・田井中茉莉亜（2011年4月 - 9月、PigooHD・エンタ!371）
- バカなフリして聞いてみた（2011年6月28日、日本テレビ）
- ハシゴマン（2011年10月20日、TOKYO MX） - 門前仲町編のゲスト。
- 俺たちのパチパチ調査団（2014年1月 - 、テレビ神奈川・テレビ埼玉）
- ドキッ！丸ごと水着 女だらけの水泳大会（2014年6月7日、フジテレビONE）
- バカリズム特番（2020年4月12日・10月30日、フジテレビONE）

### ドラマ
- バラエティー番組『痛快TV スカッとジャパン』短編ドラマ (2017年5月15日、フジテレビ系) - 母親 役

### 映画
- アメイジング グレイス〜儚き男たちへの詩〜 (2011年8月公開、グアパ・グアポ)
- 魚介類 山岡マイコ (2011年10月公開、ユナイテッドエンタテインメント) - 山岡コハル 役[22]
- アリスインプロジェクト「鐘が鳴りし、少女達は銃を撃つ[23]」（2014年3月、監督：山岸謙太郎） - トウダイ 役

### 舞台
- タンバリンプロデューサーズ第三回公演『蜘蛛之巣医院 〜Spider's Love〜』(2007年2月28日 - 3月4日、西新宿・CROSSROAD) - 千草忍 役
- KENプロデュース
  - 第5回公演『ASU』(2009年5月23日 - 24日、コア・いけぶくろ) - ローズ 役
  - 第9回公演『300年の絵画と鉄仮面の姫君』(2011年1月8日 - 9日、下北沢･北沢タウンホール)
- amipro『EVE 〜歴史の傍観者〜2012』(2010年12月24日、中野ザ・ポケット) - 日替わりゲスト
- アリスインプロジェクト
  - 春季公演『アリスインクロノパラドックス』(2011年5月3日 - 8日、池袋シアターグリーンBOX in BOX THEATER) - 江ノ島百合 役[24]
  - 2013春公演『アリスインデッドリースクール オルタナティブ』(2013年3月20日 - 24日、新馬場・六行会ホール) - 紅島弓矢 役[25]
  - 戦国降臨ガールズ (2013年7月3日 - 7日、新馬場・六行会ホール) - 石田三成 役[26]
  - 時空警察ヴェッカー改 ノエルサンドレ (2014年4月23日 - 27日、下北沢・小劇場B1) - トレミー 役[27]
  - アリスインデッドリースクール ビヨンド (2015年8月12日、21日、22日、池袋・シアターKASSAI) - 日替わりゲスト 竹内珠子 役[28]
  - 新・戦国降臨ガール (2015年10月21日 - 25日、新宿・スペース・ゼロ) - 真田幸村 役[29]
- Askプロデュース第2弾『ロイヤルホ☆ト2011』(2011年5月23日 - 30日、新馬場・六行会ホール)
- SmokeCompany vol.1『夏の終わりに』(2011年9月2日、笹塚ファクトリー) - 日替わりゲスト
- 劇団WEST GATE 第1回旗揚げ公演『帰ってきた母親』(2011年12月3日・4日)
- 劇団6番シード
  - 大阪公演『ザ・ボイスアクター』(2011年12月9日、大阪市立芸術創造館) - 日替わりゲスト
  - 第57回公演『メイツ！』(2014年10月29日 - 11月9日、池袋・シアターKASSAI) - キョン 役[30]
- W-Speak 第2回公演公演『笑劇コスメ』「ミライ」「後輩部」(2012年4月26日 - 29日、池袋･シアターKASSAI)
- RxRプロデュース『虹色の輪舞曲〜ロンド・デュ・ラルカンシェル〜 (8色のオクテット)』(2012年1月26日 - 29日、新宿・SPACE107)
- ASSH第十七回本公演『世界は僕のCUBEで造られる』(2012年11月20日 - 26日、吉祥寺シアター)
- W.FOXXプロデュース『鬼切姫 〜第一章・志を継ぐもの』(2012年6月6日 - 10日、渋谷区文化総合センター大和田・伝承ホール)
- 演劇ユニットMOSH
  - 05『理由なき反抗』(2013年5月28日 - 6月2日、シアターKASSAI)
  - 06『悪い奴ほどよく眠る』(2014年1月28日 - 2月2日、中野・テアトルBONBON)
- A☆ct Stage vol.4『ASU』(2013年8月8日 - 11日、南大塚ホール) - ローズ・エルフリーゼ・松本 役[31]
- 真里亜2013御殿場実行委員会『真里亜〜その愛の果てに〜』(2013年10月26日 - 27日、御殿場・御殿場市民会館) - 佐久間裕美 役
- UMANプロデュース音楽劇『Nutcracker-くるみ割り人形-』(2013年12月20日 - 23日、新馬場・六行会ホール) - ルイーゼ、皇妃 役
- 劇団アイドルリーグvo.1『怪人養成スクール・女子部』(2014年3月9日、築地本願寺ブディストホール) - 日替わりゲスト 怪人サタン 役[32]
- よしもと神保町花月第351回公演『サリーが逃げた！』(2014年6月10日 - 15日、神保町花月)
- ムラコシアター旗揚げ公演 vol.1『5218』(2014年9月14日、学芸大学・千本桜ホール) - 日替わりゲスト
- シズ☆ゲキ『進め！春川女子高校』(2015年3月4日 - 8日、池袋・シアターKASSAI) - 越後七未 役[33]

### ネット配信
- あっ!とおどろく放送局
  - 沙耶香とErinaのNo Idol! No Life!（2006年10月 - 2011年3月31日）
  - めざせ!アイドル最強雀士!! 〜オンライン麻雀ゲーム「Maru-Jan」 BATTLE〜（2010年12月28日）
  - AKIBA16エンタメTV（2011年1月11日 - 3月31日）
- コイカツ 恋愛ノウハウトークライブvol.2（2011年1月28日、マシェリバラエティ）
- フィットワン加藤沙耶香の後輩イジメはしていません（2011年8月4日 -  ニコジョッキー）
- 小力の小部屋（マシェバラ） - アシスタントMC[34]
- ふぃっとわんだふるぱーてぃー（マシェリバラエティ）
- ウマバラ（マシェバラ)
- 加藤沙耶香の、今日ニコ生あるけど来る?（2014年5月 -  2018年1月、新宿ネイキッドロフト / ニコニコ生放送）
- 加藤沙耶香とモリジンの奥様はアイドル♡森様は時給10ドル!（2016年5月 -  2019年、ニコジョッキー）
- アイドルING!!!〜ネクスト育成ング!!!（2018年2月 - 2019年12月、FRESH LIVE）
- コスプレチャンネル（2019年1月、マシェリバラエティ）
- かとさやは江渡の騎手(ジョッキー)（2020年1月 - 2023年、ニコジョッキー）
- かとさやとミラっちょの妻らない女たち（2023年6月 - 、ニコジョッキー）

### ラジオ
- ミューコミ（2007年7月12日、ニッポン放送）
- アイドリング!!!のオールナイトニッポン（2007年8月7日、ニッポン放送）
- 夜な夜なニュースいぢり X-Radio バツラジ（2008年1月8日、TBSラジオ）

### CM・広告・イメージモデル
- オンラインゲーム『真・雀龍門』(2013年1月、エヌ・シー・ジャパン)[35]

### パチンコ
- 平和『CRドキッ!丸ごと水着 女だらけの水泳大会 アイドルだらけで困っちゃうング!!!』（2014年）

## 書籍

### 写真集
- 1GO!1YEAH!!! (2008年1月10日、ワニブックス、撮影：今村敏彦 ISBN 978-4847040603)[36]
- colorful 38full (2009年9月25日、彩文館出版、撮影：上野勇 ISBN 978-4775604304)[37]

WEB版
- 「チェンジ OLVer」加藤沙耶香 (2011年4月14日、ファンプラス・GザテレビジョンPLUS配信、平岩亨撮影)
- 「チェンジ ウェイトレスVer」加藤沙耶香 (2011年4月25日、ファンプラス・GザテレビジョンPLUS配信、平岩亨撮影)

### 雑誌
- cream (2004年10月)
- スコラマガジン「スコラ」…「壁に耳あり、障子に沙耶香あり」(2009年1月号 - )

### トレーディングカード
- 加藤沙耶香オフィシャルカードコレクション「さやまるけ」(2008年3月29日発売、さくら堂)[38]